# Radnice v Rychnově nad Kněžnou
Bývalá radnice v Rychnově nad Kněžnou je dům čp. 68 na severozápadní straně Starého náměstí, od roku 2003 chráněný jako kulturní památka. Původní radnice byla dřevěná, první záznam o ní je z roku 1596. Hodinová věž na domě byla vztyčena pro obecní potřebu již v roce 1565, dům patřil Alžbětě Svornické, ale radnice v renesanční budově s trojitou střechou tehdy nesídlila. Reprezentační budova radnice z počátku 19. století je dokladem historické městské zástavby s řadou mladších úprav.

## Historie

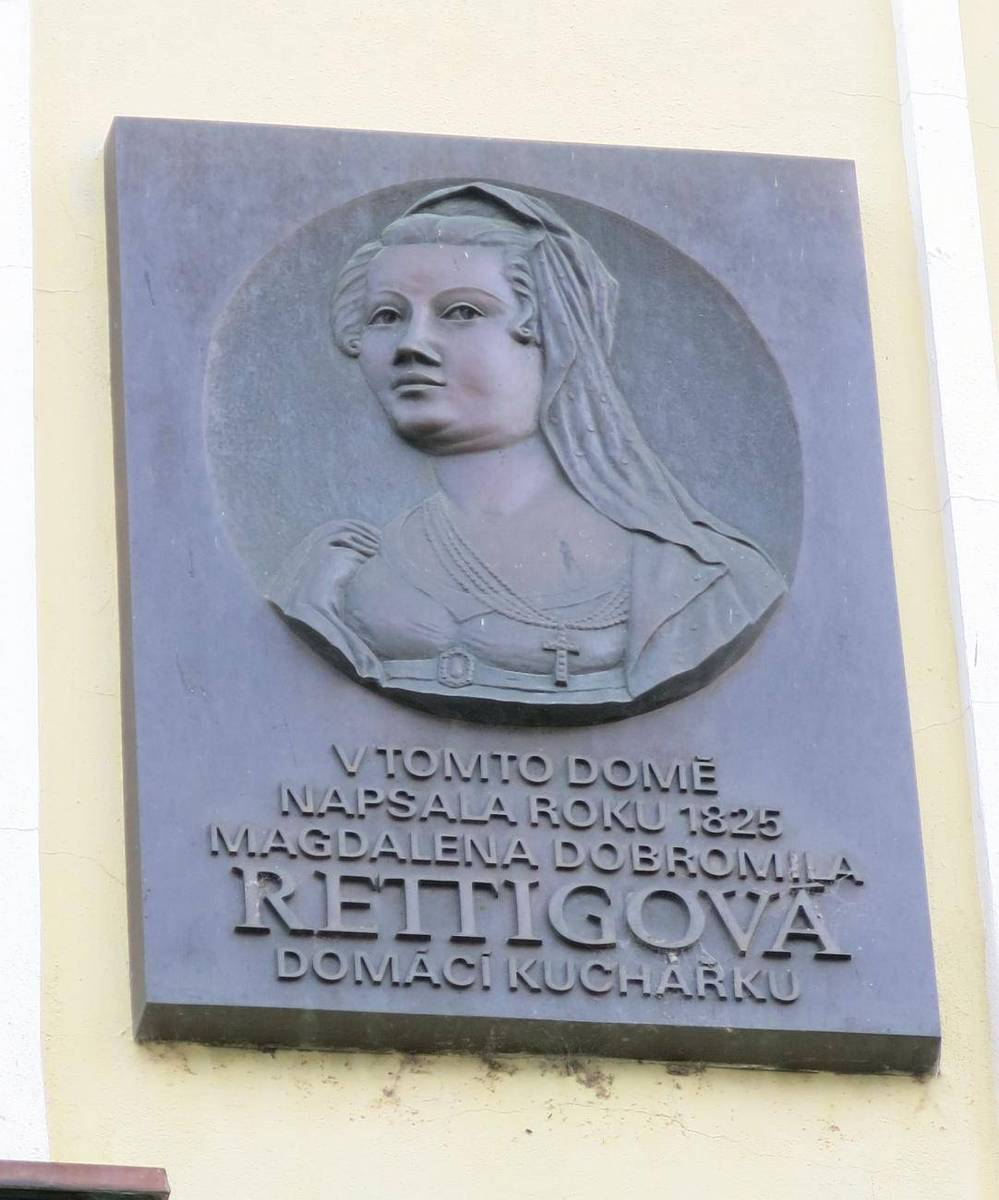
Pamětní deska Marie Dobromily Rettigové

Ve sklepě byla mučírna, později byly ve sklepení sklady obchodníků. Budova přečkala třicetiletou válku, do základů vyhořela v roce 1653.
Po požáru byla postavena budova radnice dřevěná v raně barokním stylu, koncem 18. století byla zbořena a na jejím místě postavena v letech 1800-1804 radnice podle projektu stavitele Josefa Viléma Ehrmanna v pozdně barokním stylu.
Od roku 1850 v budově sídlil c. k. okresní soud a pro potřeby městského úřadu bylo přistaveno křídlo v zadní části radnice. V šedesátých letech 19. století bylo zazděno podloubí s třemi oblouky v průčelí radnice do náměstí. Městský úřad v budově sídlil do roku 1906. Dnes v přízemí budovy sídlí Městské informační centrum, v patře rychnovské Muzeum hraček s expozicí Magdaleny Dobromily Rettigové.

## Architektura
Přízemí jednopatrové budovy je tříosé, do náměstí se otevírá třemi vysokými arkádovými oblouky s plastickými klenáky (arkádové přízemí je pozůstatkem zástavby z 16. století, k zazdění arkád a jejich následnému vyplnění skleněnými výklady a dveřmi došlo v 60. letech 19.století.
Za vstupními dveřmi je patrné původní podloubí s valenou klenbou a výsečemi, valenou klenbu má i vnitřní vstupní síň.  Po levé straně je schodiště do patra. Budova je ve střední a části pravé strany podsklepena.
Budova je v průčelí 1. patra šestiosá bohatě a honosně zdobená kombinací prvků pozdního baroka a nastupujícího klasicismu nad i pod okny s čtveřicí pilastrů. Nad výraznou římsou je bohatě vykrajovaný štít se čtyřmi lizénami a čtveřicí váz. Štít vrcholí ve svém středu čtyřhrannou věží. Na štítě je městský znak a kulatý ciferník hodin. V prvním patře je šest dvojitých dvoukřídlých oken je děleno ve dvou třetinách své výšky příčníkem. Kolem oken jsou plastické štukové šambrány a podokenní výplně s festony. Uprostřed mezi okny prvního patra je pamětní deska Magdaleny Dobromily Rettigové, která v domě bydlila a napsala zde v roce 1825 svoji Domácí kuchařku.
Nad římsou jen cibulová báň s lucernou zakončená špicí s makovicí.